# 15854 Numa
15854 Numa eller 1996 CX2 är en asteroid i huvudbältet som upptäcktes den 15 februari 1996 av den italienske astronomen Vincenzo Silvano Casulli vid Colleverde-observatoriet. Den är uppkallad efter Numa Pompilius.